# Negramoll

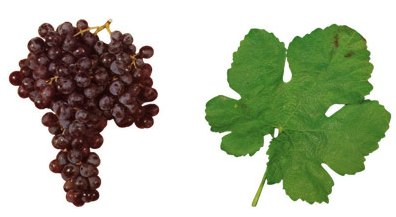
Imagen de la vid Negramoll, conocida por sus racimos de uvas de color oscuro utilizadas en la producción de vino. Originaria de las Islas Canarias y España, es apreciada por su adaptabilidad y características enológicas distintivas.

Negramoll es una variedad portuguesa y española de vid (Vitis vinifera) tinta. Es particularmente abundante en Madeira y en las Islas Canarias. Otros nombres con los que es conocida esta variedad son: Mulata, (Tinta) Negra Mole, Negramoll, Negramoll Negra y Negramolle.
Es una planta de elevada productividad. Los racimos tienen un tamaño negro y son compactos. Las bayas son de tamaño mediano, forma ovalada y color negro. Con ella se pueden hacer vinos ligeros y de calidad cuando son jóvenes. Suele usarse combinada con otras variedades, en particular el listán negro. 
Cerca del 85% del vino de Madeira se elabora a partir de esta variedad. En las Azores, está conocida como Saborinho o Negra Mole, y está principalmente incluida en los vinos Terras de Lava de la isla del Pico.
Según la Orden APA/1819/2007, por la que se actualiza el anexo V, clasificación de las variedades de vid, del Real Decreto 1472/2000, de 4 de agosto, que regula el potencial de producción vitícola, la negramoll o mulata es variedad recomendada para la comunidad autónoma de Canarias. Es variedad principal en el Denominación de Origen Tacoronte-Acentejo. También está en otras denominaciones de origen como Abona, Gran Canaria, La Palma, Lanzarote, Valle de Güímar, Valle de la Orotava e Ycoden-Daute-Isora.
- Datos: Q2435939
- Multimedia: Tinta Negra / Q2435939